# 2008-as Formula–1 maláj nagydíj
Az maláj nagydíj a 2008-as Formula–1 világbajnokság második versenye. 2008. március 23-án rendezték meg a Sepang International Circuit-ön, Sepangban, Malajziában.

## Szabadedzések

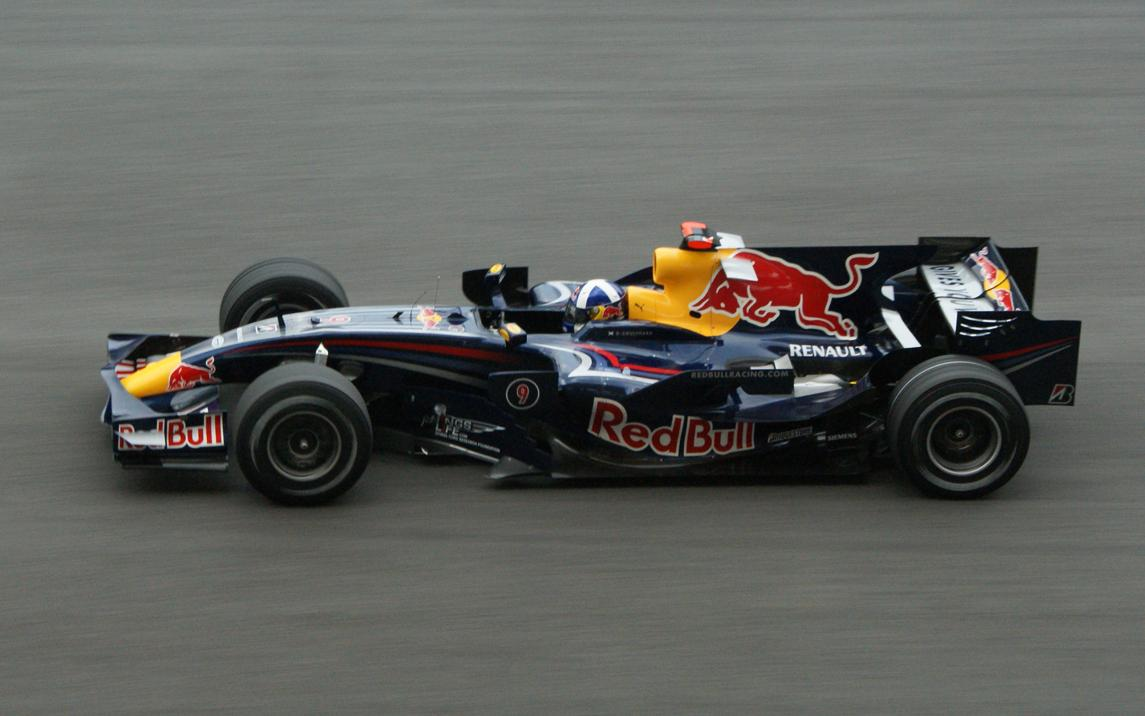
David Coulthard az egyik szabadedzésen

Az első szabadedzést Felipe Massa, a másodikat Lewis Hamilton, a harmadikat Nick Heidfeld nyerte.

### Első szabadedzés
| Helyezés | Név                  | Csapat/Motor        | Elért idő | Különbség | Futott kör |
| -------- | -------------------- | ------------------- | --------- | --------- | ---------- |
| 1        | Felipe Massa         | Ferrari             | 1:35.392  |           | 20         |
| 2        | Kimi Räikkönen       | Ferrari             | 1:36.459  | + 1.067   | 8          |
| 3        | Heikki Kovalainen    | McLaren-Mercedes    | 1:36.556  | + 1.164   | 21         |
| 4        | Nico Rosberg         | Williams-Toyota     | 1:36.578  | + 1.186   | 23         |
| 5        | Lewis Hamilton       | McLaren-Mercedes    | 1:36.626  | + 1.234   | 17         |
| 6        | Fernando Alonso      | Renault             | 1:37.022  | + 1.630   | 18         |
| 7        | Nelson Piquet Jr.    | Renault             | 1:37.034  | + 1.642   | 28         |
| 8        | Robert Kubica        | BMW Sauber          | 1:37.218  | + 1.826   | 9          |
| 9        | Jenson Button        | Honda               | 1:37.282  | + 1.890   | 17         |
| 10       | Jarno Trulli         | Toyota              | 1:37.540  | + 2.148   | 24         |
| 11       | Nick Heidfeld        | BMW Sauber          | 1:37.649  | + 2.257   | 17         |
| 12       | Nakadzsima Kazuki    | Williams-Toyota     | 1:37.649  | + 2.257   | 18         |
| 13       | Rubens Barrichello   | Honda               | 1:37.776  | + 2.384   | 20         |
| 14       | Timo Glock           | Toyota              | 1:37.782  | + 2.390   | 27         |
| 15       | Sebastian Vettel     | Toro Rosso-Ferrari  | 1:38.219  | + 2.827   | 26         |
| 16       | David Coulthard      | Red Bull-Renault    | 1:38.232  | + 2.840   | 7          |
| 17       | Mark Webber          | Red Bull-Renault    | 1:38.707  | + 3.315   | 12         |
| 18       | Sébastien Bourdais   | Toro Rosso-Ferrari  | 1:38.798  | + 3.406   | 25         |
| 19       | Giancarlo Fisichella | Force India-Ferrari | 1:39.046  | + 3.654   | 21         |
| 20       | Szató Takuma         | Super Aguri-Honda   | 1:40.178  | + 4.786   | 11         |
| 21       | Anthony Davidson     | Super Aguri-Honda   | 1:40.351  | + 4.959   | 14         |
| 22       | Adrian Sutil         | Force India-Ferrari | 1:41.269  | + 5.877   | 5          |

### Második szabadedzés
| Helyezés | Név                  | Csapat/Motor        | Elért idő  | Különbség | Futott kör |
| -------- | -------------------- | ------------------- | ---------- | --------- | ---------- |
| 1        | Lewis Hamilton       | McLaren-Mercedes    | 1:35.055   |           | 32         |
| 2        | Felipe Massa         | Ferrari             | 1:35.206   | + 0.151   | 33         |
| 3        | Kimi Räikkönen       | Ferrari             | 1:35.428   | + 0.373   | 36         |
| 4        | Jenson Button        | Honda               | 1:36.037   | + 0.982   | 40         |
| 5        | Sebastian Vettel     | Toro Rosso-Ferrari  | 1:36.474   | + 1.419   | 35         |
| 6        | Jarno Trulli         | Toyota              | 1:36.493   | + 1.438   | 38         |
| 7        | Heikki Kovalainen    | McLaren-Mercedes    | 1:36.512   | + 1.457   | 30         |
| 8        | Robert Kubica        | BMW Sauber          | 1:36.671   | + 1.616   | 33         |
| 9        | Giancarlo Fisichella | Force India-Ferrari | 1:36.756   | + 1.701   | 37         |
| 10       | Nakadzsima Kazuki    | Williams-Toyota     | 1:36.838   | + 1.783   | 34         |
| 11       | Rubens Barrichello   | Honda               | 1:36.879   | + 1.824   | 8          |
| 12       | Nico Rosberg         | Williams-Toyota     | 1:36.908   | + 1.853   | 36         |
| 13       | Nick Heidfeld        | BMW Sauber          | 1:37.106   | + 2.051   | 35         |
| 14       | Fernando Alonso      | Renault             | 1:37.328   | + 2.273   | 23         |
| 15       | Nelson Piquet Jr.    | Renault             | 1:37.331   | + 2.276   | 42         |
| 16       | Mark Webber          | Red Bull-Renault    | 1:37.346   | + 2.291   | 37         |
| 17       | Timo Glock           | Toyota              | 1:37.512   | + 2.457   | 35         |
| 18       | Adrian Sutil         | Force India-Ferrari | 1:37.614   | + 2.559   | 35         |
| 19       | Szató Takuma         | Super Aguri-Honda   | 1:39.021   | + 3.966   | 27         |
| 20       | Anthony Davidson     | Super Aguri-Honda   | 1:39.361   | + 4.306   | 30         |
| 21       | Sébastien Bourdais   | Toro Rosso-Ferrari  | Idő nélkül |           | 1          |
| 22       | David Coulthard      | Red Bull-Renault    | Idő nélkül |           |            |

### Harmadik szabadedzés
| Helyezés | Név                  | Csapat/Motor        | Elért idő | Különbség | Futott kör |
| -------- | -------------------- | ------------------- | --------- | --------- | ---------- |
| 1        | Nick Heidfeld        | BMW Sauber          | 1:35.019  |           | 18         |
| 2        | Kimi Räikkönen       | Ferrari             | 1:35.262  | + 0.243   | 17         |
| 3        | Felipe Massa         | Ferrari             | 1:35.388  | + 0.369   | 17         |
| 4        | Jarno Trulli         | Toyota              | 1:35.389  | + 0.370   | 20         |
| 5        | Mark Webber          | Red Bull-Renault    | 1:35.437  | + 0.418   | 16         |
| 6        | David Coulthard      | Red Bull-Renault    | 1:35.653  | + 0.634   | 17         |
| 7        | Nelson Piquet Jr.    | Renault             | 1:35.768  | + 0.749   | 15         |
| 8        | Jenson Button        | Honda               | 1:35.781  | + 0.762   | 19         |
| 9        | Sebastian Vettel     | Toro Rosso-Ferrari  | 1:35.827  | + 0.808   | 16         |
| 10       | Timo Glock           | Toyota              | 1:35.911  | + 0.892   | 21         |
| 11       | Lewis Hamilton       | McLaren-Mercedes    | 1:35.927  | + 0.908   | 13         |
| 12       | Fernando Alonso      | Renault             | 1:36.068  | + 1.049   | 14         |
| 13       | Nakadzsima Kazuki    | Williams-Toyota     | 1:36.183  | + 1.164   | 14         |
| 14       | Giancarlo Fisichella | Force India-Ferrari | 1:36.229  | + 1.210   | 21         |
| 15       | Nico Rosberg         | Williams-Toyota     | 1:36.490  | + 1.471   | 7          |
| 16       | Heikki Kovalainen    | McLaren-Mercedes    | 1:36.529  | + 1.510   | 16         |
| 17       | Robert Kubica        | BMW Sauber          | 1:36.618  | + 1.599   | 19         |
| 18       | Sébastien Bourdais   | Toro Rosso-Ferrari  | 1:36.668  | + 1.649   | 15         |
| 19       | Szató Takuma         | Super Aguri-Honda   | 1:36.908  | + 1.889   | 14         |
| 20       | Adrian Sutil         | Force India-Ferrari | 1:36.939  | + 1.920   | 21         |
| 21       | Anthony Davidson     | Super Aguri-Honda   | 1:37.140  | + 2.121   | 12         |
| 22       | Rubens Barrichello   | Honda               | 1:37.703  | + 2.684   | 6          |

## Időmérő edzés

### Első rész
Az időmérő edzés elején a mezőny nagy része kijött a boxutcából, hogy legalább egy gyors kört fusson, mivel az előrejelzések esőt jósoltak, ám az egész edzésen száraz idő volt. Az élen a Toyotás Jarno Trulli végzett. Kiesett a Super Aguri és a Force India két-két versenyzője, Szató Takuma és Anthony Davidson, valamint Adrian Sutil és Giancarlo Fisichella. Utóbbi nem sokkal maradt le a legjobb 16-ba jutásról. Nakadzsima Kadzuki a 18. helyet szerezte meg, a versenyen azonban csak az utolsó helyről indulhatott Ausztráliában okozott balesete miatt. Az előző versenyen pontot szerző Sébastien Bourdais is kiesett a Toro Rossóval még az első szakaszban.

### Második rész
A második szakaszban Kimi Räikkönen megfutotta a hétvége leggyorsabb körét a sepangi pályán. A BMW-k hasonlóan jól szerepeltek, mint Ausztráliában. A második etapban Sebastian Vettel és Nico Rosberg sem tudott bekerülni az időmérő utolsó részébe. A két Hondás, Jenson Button és Rubens Barrichello sem jutottak tovább. A Red Bullos Mark Webbernek sikerült az utolsó részbe kvalifikálnia magát, csapattársa, David Coulthard a 12. lett. A Renault-k közül is csak az egyik versenyző, Alonso került be a legjobb tízbe. Nelsinho Piquet a 13. helyet szerezte meg.

### Harmadik rész

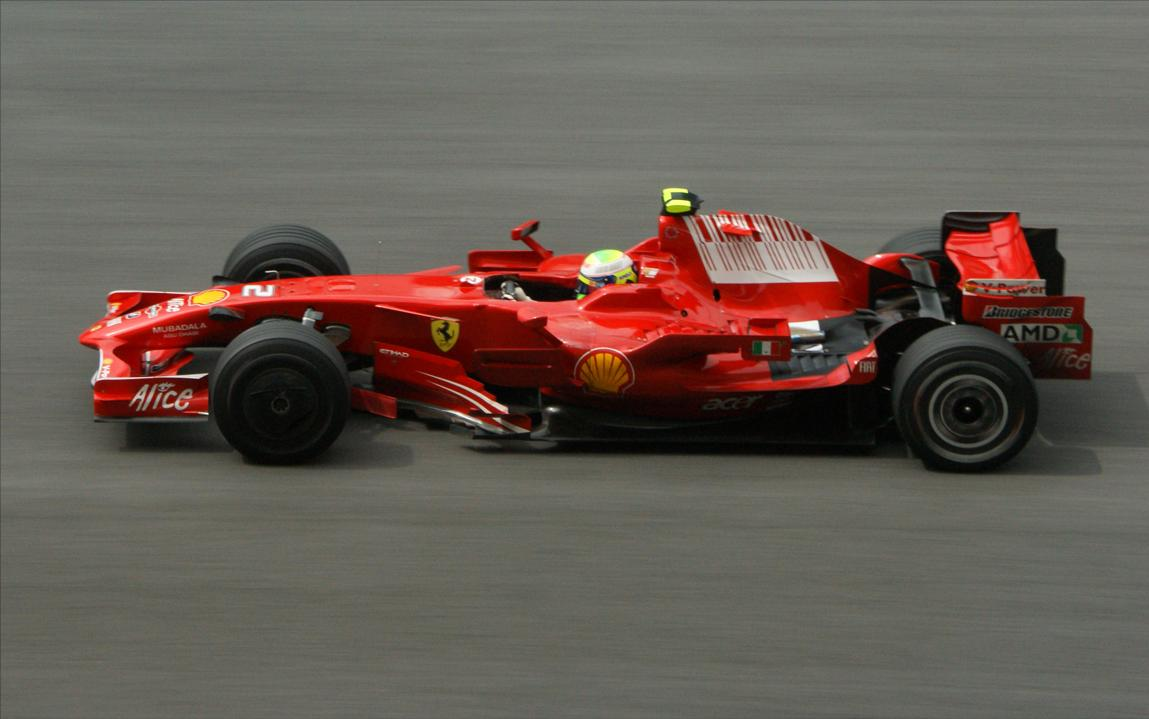
Az első rajthelyet Felipe Massa szerezte meg.

Az utolsó szakaszban a versenyzők nagy része ismét az elején kihajtott a pályára és futott néhány kört. Az első helyre csak a két Ferrarinak volt esélye. A pole-pozíció, hasonlóan az előző évhez, ismét Felipe Massáé lett, a második helyet Räikkönen szerezte meg. A két McLarenes versenyző eredetileg a harmadik - negyedik pozíciót érte el, de mindketten öthelyes rajtbüntetést kaptak, így Kovalainen a nyolcadik, Hamilton csak a kilencedik helyről rajtolhatott a futamon. Büntetésüket azért kapták, mert az utolsó szakasz végén a két McLaren versenyző feltartotta Nick Heidfeldet és Fernando Alonsót a mért körükön. A harmadik Jarno Trulli, a negyedik Robert Kubica, az ötödik Nick Heidfeld, a hatodik Mark Webber lett. A hetedik helyet Alonso szerezte meg, mögötte zárt a két megbüntetett McLaren-versenyző. A tizedik Timo Glock lett.

### Az edzés végeredménye
| Helyezés | Versenyző            | Csapat/Motor        | 1. rész    | 2. rész  | 3. rész   |
| -------- | -------------------- | ------------------- | ---------- | -------- | --------- |
| 1        | Felipe Massa         | Ferrari             | 1:35.347   | 1:34.412 | 1:35.748  |
| 2        | Kimi Räikkönen       | Ferrari             | 1:35.645   | 1:34.188 | 1:36.230  |
| 3        | Jarno Trulli         | Toyota              | 1:35.205   | 1:34.825 | 1:36.711  |
| 4        | Robert Kubica        | BMW Sauber          | 1:35.794   | 1:34.811 | 1:36.727  |
| 5        | Nick Heidfeld        | BMW Sauber          | 1:35.729   | 1:34.648 | 1:36.753  |
| 6        | Mark Webber          | Red Bull-Renault    | 1:35.440   | 1:34.967 | 1:37.009  |
| 7        | Fernando Alonso      | Renault             | 1:35.983   | 1:35.140 | 1:38.450  |
| 8        | Heikki Kovalainen    | McLaren-Mercedes    | 1:35.227   | 1:34.759 | 1:36.613* |
| 9        | Lewis Hamilton       | McLaren-Mercedes    | 1:35.392   | 1:34.627 | 1:36.709* |
| 10       | Timo Glock           | Toyota              | 1:35.891   | 1:35.000 | 1:39.656  |
| 11       | Jenson Button        | Honda               | 1:35.847   | 1:35.208 |           |
| 12       | David Coulthard      | Red Bull-Renault    | 1:36.058   | 1:35.408 |           |
| 13       | Nelson Piquet Jr.    | Renault             | 1:36.074   | 1:35.562 |           |
| 14       | Rubens Barrichello   | Honda               | 1:36.198   | 1:35.622 |           |
| 15       | Sebastian Vettel     | Toro Rosso-Ferrari  | 1:36.111   | 1:35.648 |           |
| 16       | Nico Rosberg         | Williams-Toyota     | 1:35.843   | 1:35.670 |           |
| 17       | Giancarlo Fisichella | Force India-Ferrari | 1:36.240   |          |           |
| 18       | Sébastien Bourdais   | Toro Rosso-Ferrari  | 1:36.677   |          |           |
| 19       | Szató Takuma         | Super Aguri-Honda   | 1:37.087   |          |           |
| 20       | Adrian Sutil         | Force India-Ferrari | 1:37.101   |          |           |
| 21       | Anthony Davidson     | Super Aguri-Honda   | 1:37.481   |          |           |
| 22       | Nakadzsima Kazuki    | Williams-Toyota     | 1:36.388** |          |           |

* Heikki Kovalainen és Lewis Hamilton öt-öt helyes rajtbüntetést kaptak, mert az időmérő edzés végén feltartották az Nick Heidfeldet és Fernando Alonsót.
** Nakadzsima Kazuki 10 helyes rajtbüntetést kapott az ausztrál nagydíjon történt baleset okozása miatt.

## Futam

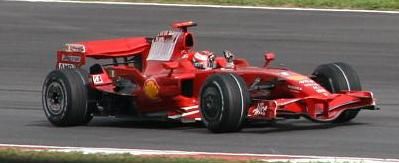
Kimi Räikkönen nyerte a maláj nagydíjat.

A rajt tisztán, baleset nélkül zajlott le. Az élen Räikkönen támadta Massát, de nem tudta megelőzni. A harmadik helyre Kubica jött be, őt Webber követte. Hamilton jó rajtot véve az 5. helyre zárkózott föl, Trulli visszaesett a 6. helyre. Glock és Bourdais kiálltak a versenyből, utóbbit Rosberg ütötte ki, aki a kör végén ki is állt a boxba első szárnycserére. A 4. körben a középmezőnyben haladó Heidfeld és Alonso is megelőzte Coulthardot. Az élen nem változott a sorrend. A 7. körben Sutil a 9-es kanyarban kicsúszott a pályáról, majd feladta a versenyt. Räikkönen folyamatosan gyorsult és felzárkózott Massa mögé, a 14. körben a verseny addigi leggyorsabb körét autózva. A 4. helyért Hamilton támadta Webbert, de nem tudta megelőzni. A következő körben az első lekörözött versenyző a szárnycseréje miatt visszaesett Rosberg lett. 
 A 16. körben Webber kezdte meg a tervezett boxkiállások sorát, utána Heidfeld, Trulli és Massa is kiállt kerékcserére, utóbbi Hamilton mögé tért vissza a versenybe. Räikkönen a 18. körben hajtotta végre első kiállását, amely után a 4. helyre, de Massa elé érkezett vissza a pályára. Hamilton 3 körrel tovább tudott kint maradni a pályán, mint Webber és esélye lett volna megelőzni, de szerelőinek nem sikerült rögzíteni a jobb első kerekét, így közel 20 másodpercet töltött a boxban. Csak a 11. helyre tudott visszaállni, Heidfeld elé. Az élen Räikkönen haladt és folyamatosan növelte az előnyét Massával szemben. A 25. körben Piquet zárta a boxkiállások első sorozatát, amely után Kubica maradt a 3., Kovalainen feljött a 4. helyre. 
 Négy körrel később Szató kicsúszott a pályáról, de vissza tudta kormányozni az autóját. Pozíciót nem vesztett. A 30. körben Nakadzsima és Rosberg másodszorra is kiálltak a boxba, érdekes módon ugyanabban a körben, alig néhány másodperccel követve egymást. Ezalatt a 8-as kanyarban Massa kicsúszott a kavicságyba, ahonnan már nem tudott visszajönni, ezért feladta a versenyt. Nem sokkal később Trulli megkísérelte megelőzni Kovalainent, de a McLaren versenyzője megtartotta a pozícióját. 
 Miután a 36. körben megfutotta a verseny addigi leggyorsabb körét, Räikkönen másodszor is kiállt tankolni és kereket cserélni. A vezető helyet Kubica vette át. A 40. körben Vettel motorhiba miatt feladni kényszerült a versenyt. Kubica második boxkiállása után, a 43. körben Räikkönen visszavette a vezetést. Előnye az élen több, mint húsz másodpercre nőtt. Három körrel később Hamilton és Kovalainen is végrehajtották második kiállásukat, előbbi az 5. helyre, Heidfeld elé, utóbbi a 3. helyre, Trulli elé érkezett vissza a pályára. A 47. körben Barrichello bokszutca-áthajtásos büntetést kapott, mert utolsó boxkiállása során nem tartotta be a sebességkorlátozást. Két körrel a verseny vége előtt Hamilton, aki jóval gyorsabb volt, mint Trulli, megpróbált előzni a célegyenes végén, de a Toyota versenyzője visszaverte a támadást. Button kicsúszott a pályáról, de korrigálni tudott.

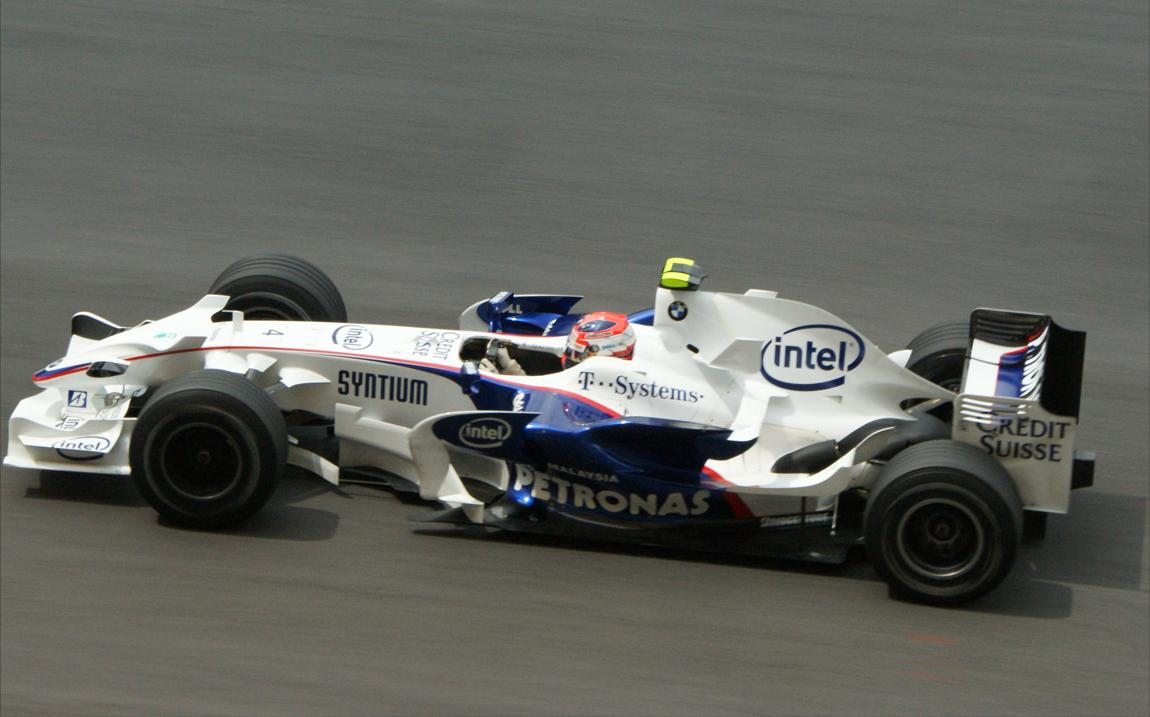
Robert Kubica második lett a BMW-vel

Räikkönen megnyerte a 2008-as maláj nagydíjat, meggyőző fölénnyel Kubica és Kovalainen előtt. A pontszerző helyeken Trulli, Hamilton, Heidfeld, Webber, Alonso volt a sorrend. A 11. helyen befutó Piquet még körön belül fejezte be a versenyt. Összesen 17 autó ért célba, kiesett Bourdais, Glock, Sutil, Massa és Vettel.
A világbajnoki pontversenyben Hamilton megőrizte vezető helyét 14 ponttal, mögötte Räikkönen és Heidfeld álltak 11-11 ponttal. A konstruktőrök versenyében a McLaren állt az élen a verseny után, a BMW Sauber és a Ferrari előtt.
| Helyezés | Rajthely | #  | Versenyző            | Csapat/Motor        | Kör | Idő/Kiesés oka | Pont |
| -------- | -------- | -- | -------------------- | ------------------- | --- | -------------- | ---- |
| 1        | 2        | 1  | Kimi Räikkönen       | Ferrari             | 56  | 1:31:18.555    | 10   |
| 2        | 4        | 4  | Robert Kubica        | BMW Sauber          | 56  | + 19.570       | 8    |
| 3        | 8        | 23 | Heikki Kovalainen    | McLaren-Mercedes    | 56  | + 38.450       | 6    |
| 4        | 3        | 11 | Jarno Trulli         | Toyota              | 56  | + 45.832       | 5    |
| 5        | 9        | 22 | Lewis Hamilton       | McLaren-Mercedes    | 56  | + 46.548       | 4    |
| 6        | 5        | 3  | Nick Heidfeld        | BMW Sauber          | 56  | + 49.833       | 3    |
| 7        | 6        | 10 | Mark Webber          | Red Bull-Renault    | 56  | + 1:08.130     | 2    |
| 8        | 7        | 5  | Fernando Alonso      | Renault             | 56  | + 1:10.041     | 1    |
| 9        | 12       | 9  | David Coulthard      | Red Bull-Renault    | 56  | + 1:16.220     |      |
| 10       | 11       | 16 | Jenson Button        | Honda               | 56  | + 1:26.214     |      |
| 11       | 13       | 6  | Nelson Piquet Jr.    | Renault             | 56  | + 1:32.202     |      |
| 12       | 17       | 21 | Giancarlo Fisichella | Force India-Ferrari | 55  | + 1 kör        |      |
| 13       | 14       | 17 | Rubens Barrichello   | Honda               | 55  | + 1 kör        |      |
| 14       | 16       | 7  | Nico Rosberg         | Williams-Toyota     | 55  | + 1 kör        |      |
| 15       | 21       | 19 | Anthony Davidson     | Super Aguri-Honda   | 55  | + 1 kör        |      |
| 16       | 19       | 18 | Szató Takuma         | Super Aguri-Honda   | 54  | + 2 kör        |      |
| 17       | 22       | 8  | Nakadzsima Kazuki    | Williams-Toyota     | 54  | + 2 kör        |      |
| Kiesett  | 15       | 15 | Sebastian Vettel     | Toro Rosso-Ferrari  | 39  | Hidraulika     |      |
| Kiesett  | 2        | 2  | Felipe Massa         | Ferrari             | 30  | Kicsúszás      |      |
| Kiesett  | 20       | 20 | Adrian Sutil         | Force India-Ferrari | 5   | Hidraulika     |      |
| Kiesett  | 10       | 12 | Timo Glock           | Toyota              | 1   | Ütközés        |      |
| Kiesett  | 18       | 14 | Sébastien Bourdais   | Toro Rosso-Ferrari  | 0   | Kicsúszás      |      |

## A világbajnokság élmezőnyének állása a futam után
| H  | Versenyzők         | Pont | H  | Konstruktőrök      | Pont |
| -- | ------------------ | ---- | -- | ------------------ | ---- |
| 1  | Lewis Hamilton     | 14   | 1  | McLaren-Mercedes   | 24   |
| 2  | Kimi Räikkönen     | 11   | 2  | BMW Sauber         | 19   |
| 3  | Nick Heidfeld      | 11   | 3  | Ferrari            | 11   |
| 4  | Heikki Kovalainen  | 10   | 4  | Williams           | 9    |
| 5  | Robert Kubica      | 8    | 5  | Renault            | 6    |
| 6  | Nico Rosberg       | 6    | 6  | Toyota             | 5    |
| 7  | Fernando Alonso    | 6    | 7  | Red Bull - Renault | 2    |
| 8  | Jarno Trulli       | 5    | 8  | Toro Rosso-Ferrari | 2    |
| 9  | Nakadzsima Kazuki  | 3    | 9  |                    |      |
| 10 | Mark Webber        | 2    | 10 |                    |      |
| 11 | Sébastien Bourdais | 2    | 11 |                    |      |

## Statisztikák
Vezető helyen:
- Felipe Massa: 16 (1-16)
- Kimi Räikkönen: 32 (17-18 / 22-38 / 44-56)
- Robert Kubica: 8 (19-21 / 39-43)

Kimi Räikkönen 16. győzelme, Felipe Massa 10. pole-pozíciója, Nick Heidfeld 1. leggyorsabb köre.
- Ferrari 202. győzelme.
- Nick Heidfeld első leggyorsabb körét futotta ezen a versenyen. Ez 134 futam után sikerült neki, ami csúcs a Formula–1 történetében. A rekordot Thierry Boutsen tartotta 114 rajttal.
- Robert Kubica először ért be második helyen pályafutása során.
- Idáig egy versenyen a BMW Sauber csapat itt szerezte a legtöbb pontot, 11-et. A 2007-es magyar nagydíjon 10 pontot értek el.